# Амплий
Амплий (др.-греч. Ἀμπλίας — «большой», «широкий»; I век) — апостол из числа семидесяти, епископ Диоспольский, священномученик. Память в Православной церкви совершается 4 (17) января и 31 октября (13 ноября).
Упоминается у апостола Павла в Послании к римлянам: «приветствуйте Амплия, возлюбленного мне в Господе» (Рим. 16:8). По преданию, Амплий был поставлен апостолом Андреем епископом в Диосполе (Палестина). За ревностную проповедь Евангелия мученически погиб от иудеев.